# Día Olímpico
El Día Olímpico es una jornada que se celebra el 23 de junio desde 1948, se  establecido en ese mismo año por el Comité Olímpico Internacional (COI).

## Proclamación
El 23 de junio de 1948, delegados de 12 países se reunieron en la Sorbona de París y votaron unánimemente a favor de la propuesta de Pierre de Coubertin de revivir los Juegos Olímpicos, marcando el nacimiento del Movimiento Olímpico moderno y la fundación del COI. En enero de 1948, en la 42ª Sesión del COI en St. Moritz, se adoptó el proyecto de un Día Olímpico mundial, presentado por el Dr. Josef Gruss de Checoslovaquia en la sesión anterior de 1947, para que los Comités Olímpicos Nacionales (CON) organizaran este evento entre el 17 y el 24 de junio para conmemorar la fundación del Movimiento Olímpico moderno y promover los ideales olímpicos.

## Celebración
El primer Día Olímpico se celebró el 23 de junio de 1948 con la participación de nueve CON: Austria, Bélgica, Canadá, Gran Bretaña, Grecia, Portugal, Suiza, Uruguay y Venezuela. En la edición de 1978 de la Carta Olímpica se recomendó que todos los CON organizaran regularmente, si era posible cada año, un Día Olímpico para promover el Movimiento Olímpico. En 1990, se añadió la idea de organizar eventos durante toda una semana. Desde 2003 el Día Olímpico se ha asociado con carreras del Día Olímpico en todo el mundo, comenzando en 1987 con la Comisión Deporte para Todos del COI, (Sport for All Commission). Hoy en día, el Día Olímpico es una celebración mundial anual que promueve un estilo de vida saludable y activo basado en los pilares de Moverse, aprender, descubrir – Juntos por un mundo mejor.